# Johannes de Quadris
Johannes de Quadris (Sulmona, ca 1410 – ca 1457) est un compositeur italien de la Renaissance.

## Biographie
Il était prêtre, originaire du diocèse de Valva-Sulmona, dans les environs de L'Aquila, dans la région des Abruzzes au centre de l'Italie.
Quelque temps avant 1436, il commença à travailler comme chanteur à la basilique Saint-Marc à Venise, qui était alors au tout début de sa notoriété européenne ; la première mention d'un chœur se trouve dans un document de 1403 (à la fin du XVIe siècle, c'était l'une des institutions musicales les plus renommées d'Europe).
Quadris a travaillé à Saint-Marc depuis au moins 1436, date indiquée sur son Magnificat, jusqu'au moment où un document du Vatican, en 1457, l'a répertorié comme "décédé" .
Il fit des demandes répétées (1450, 1452, 1454) au pape Nicolas V pour tenter d'obtenir une prébende à Aquilée
Il a été le tout premier Maître de chapelle de la Basilique Saint-Marc de Venise à la tête de la Cappella Marciana.

## Source de la traduction
- (it) Cet article est partiellement ou en totalité issu de l’article de Wikipédia en italien intitulé « Johannes de Quadris » (voir la liste des auteurs).